# Platynereis massiliensis
Platynereis massiliensis är en ringmaskart som först beskrevs av Alfred Moquin-Tandon 1869.  Platynereis massiliensis ingår i släktet Platynereis och familjen Nereididae. Arten har ej påträffats i Sverige. Inga underarter finns listade i Catalogue of Life.